# Der perfekte Mörder
Der perfekte Mörder ist ein britischer Kriminalfilm aus dem Jahr 1947 im Stil des Film Noir. Unter der Regie von Arthur Crabtree spielen Eric Portman und Greta Gynt. Dem Film lag das Bühnenstück „Dear Murderer“ von St. John Legh Clowes zugrunde.

## Handlung
Als der englische Geschäftsmann Lee Warren nach acht Monaten Geschäftsaufenthaltes aus New York heimkehrt, muss er feststellen, dass sich seine ihn verachtende und hinterhältige Ehefrau Vivien in der Zwischenzeit einen Liebhaber zugelegt hat. Lee findet heraus, mit wem seine Frau ihn betrügt und setzt den Mann, den eleganten Gentleman Richard massiv unter Druck. Er lässt den Konkurrenten einen Abschiedsbrief schreiben, von dem Fenton glaubt, dieser Abschiedsbrief an Vivien würde lediglich die Auslösung beider Liebschaft ankündigen, und bringt Fenton anschließend um. Der Brief kann, so hat er den Inhalt angelegt, auch als Ankündigung für einen Selbstmord gedeutet werden. Dann arrangiert Warren alles so, als hätte der Ermordete sich tatsächlich selbst getötet.
Anschließend fährt Warren nach Hause zurück. Dort muss er noch am selben Abend muss feststellen, dass der Tote nicht sein einziger Nebenbuhler gewesen ist. Vivien und Fenton hatten sich unlängst getrennt, und die Ungetreue hat sich einen neuen Lover namens Jimmy Martin geangelt. Damit entfällt komplett ein Motiv für Fentons angeblichen Selbstmord, und Lee muss schleunigst umdisponieren. In Windeseile kehrt Warren in die Wohnung des Ermordeten zurück und verändert und drapiert alles so um, dass nun ein Mordverdacht auf den neuen Liebhaber Viviens, Jimmy, fällt. 
Lee hat seine verbrecherische Tat derart perfekt gemacht, dass die Polizei tatsächlich darauf hereinfällt und Lees Nebenbuhler verhaftet, auch wenn der ermittelnde Inspector Penbury glaubt, dass Warren seine Finger im Spiel hat. Warren will auch Rache an seiner untreuen Gattin üben und gesteht ihr im Moment der nackten Wahrheit, dass er Fenton ermordet und anschließend dafür gesorgt habe, dass der Verdacht auf Jimmy falle. Sie solle genauso leiden wie er selbst. Vivien bettelt, Vivien fleht, sie beschwört ihren Ehemann und gesteht ihm für die Zukunft unverbrüchliche Treue – alles nur, um den fälschlicherweise im Gefängnis schmorenden Lover Martin vor dem Galgen zu retten. Tatsächlich lässt sich Lee Warren becircen und verfasst seinerseits ein zweideutiges Schreiben, das einerseits Jimmy Martin entlastet, andererseits auch als Mordgeständnis gedeutet werden kann. Dann vergiftet sie Lee. Als die Polizei auftaucht und den toten Lee entdeckt, wird Inspector Penbury bald klar, dass Vivien dahinter stecken muss. Sie ist den Verhörtechniken nicht gewachsen und wird wegen Mordes verhaftet.

## Produktionsnotizen
Der perfekte Mörder entstand 1946 und wurde am 29. Mai 1947 in London uraufgeführt. In Österreich lief der Film am 30. Januar 1948 an, in Deutschland am 3. März 1948.
Muir Mathieson hatte die musikalische Leitung, Antony Darnborough war Produktionsassistent. George Provis beaufsichtigte die von John Elphick erstellten Filmbauten.

## Kritiken
Die New York Times sah in dem Film bei seiner US-Premiere im Mai 1948 eine „neue Fingerübung in Sachen höflicher Mord“.
Die Wiener Tageszeitung urteilte auch von einem moralischen Standpunkt und fand, dem Film fehle außer der „verabscheuungswürdigen menschlichen Haltung auch die künstlerische Linie“.
Österreichs Die Furche spottete, hier würde mit „besonders feiner Klinge“ zugestoßen, und bei diesem Film könne man die „hohe Schule der modernen Mordtechnik“ begutachten.
Paimann’s Filmlisten sah in dem Film eine „exakt durchgearbeitete Studie eines Eifersuchtsverbrechers“.
Das Lexikon des internationalen Films fand, der Film sei ein „intelligent ausgetüftelter Krimi.“
Leonard Maltin sah in dem Krimi ein „allzu bekanntes ‚perfektes Verbrechen‘-Melodram“.